# Flávio Renegado
Flávio de Abreu Lourenço, o Flávio Renegado (Belo Horizonte, MG, 1982) é cantor e compositor autodidata de rap, funk, hip hop,samba, mpb e reggae brasileiros.  Artista com origem na favela apropriou-se de um conciso discurso ativista social. Lançou em 2008 seu primeiro álbum Do Oiapoque a Nova York e em 2011 o segundo álbum chamado Minha Tribo é o Mundo , o dvd ao vivo Suave ao Vivo(2014) e em 2015, o  EP Relatos de um Conflito Particular.

## Biografia

### Infância
Flávio Renegado  (7 de maio de 1982) foi nascido e criado na favela do bairro Alto Vera Cruz, comunidade expressiva da zona Leste de Belo Horizonte por sua mãe, Dona Regina, que teve mais dois filhos: Marco Antônio e Daniele. O pai os abandonou quando Flávio tinha apenas 3 anos de idade, e a mãe precisou dobrar a jornada de trabalho para criar os filhos. No final dos anos 90, Flávio entrou na adolescência e passou por fases conturbadas de rebeldia se libertando, em seguida, através da música. Sempre morou no Alto Vera Cruz e não pretende deixar o lar onde fez sua história. É torcedor nato do Clube Atlético Mineiro.
Teve seu primeiro contato com o RAP com 13 anos, e aos 15 já fazia trabalhos sociais no "Vera", forma carinhosa de tratamento ao seu bairro Alto Vera Cruz, que aparece em diversas músicas dele. Ajudou a fundar o Grupo Cultural "Negros da Unidade Consciente" - NUC, grupo no qual teve sua primeira chance no ano seguinte, quando fez parte da coletânea Funk Minas, sucedido de shows e execuções das músicas nas rádios. Em 2000, Flávio deu início a sua carreira de ativista social, criando o projeto "Manifesto Primeiro Passo", juntamente com o NUC.
Trabalhos/discografia de Flávio Renegado no NUC:
- Funk Minas – 1998
- Revolução da nossa cara – União Juventude Socialista – 1999
- Abril Pró-Rap – Brasília – 2000
- Manifesto 1º Passo – 2001 – NUC, Meninas de Sinhá e Capoeira Arte Brasil
- Resistência – 2004
- Coletânea NUC – 2004 – Conexão Alto Vera Cruz/Havana

Em 2006 deixou a presidência do NUC para seguir carreira solo (1) e o grupo se tornou uma ONG que desenvolve trabalhos sócio-culturais junto a jovens de comunidades carentes com o foco principal nos jovens do Alto Vera Cruz.

### Carreira

#### Ascensão
O sucesso do grupo de Flávio Renegado começava a decolar, tendo ido apresentar-se na maioria das regiões do Brasil, além de Cuba e países da América do Sul e África. Em 2003 foi criado o Centro de Multiculturismo para ajudar na sua comunidade, de Alto Vera Cruz. A partir desse trabalho o Negros da Unidade Consciente ganhou maior destaque no estado.

#### Produção
Com riquíssimas participações em shows de cantores já consagrados, Renegado foi obtendo reconhecimento e foi convidado em 2006 por Danusa Carvalho para fazer um show solo, onde gravou um CD demo. A Casulo Cultura é liderada por Danusa Carvalho, experiente produtora com mais de 20 anos de atuação no desenvolvimento de projetos em diversos setores.
Desde então Renegado vem se dedicando a carreira solo e fazendo diversos shows pelo Brasil. Em 2008 lançou seu primeiro disco, Do Oiapoque a Nova York. No mesmo ano, foi escolhido juntamente com A286 "Artista Revelação" no Prêmio Hutúz. Venceu também o prêmio de "Melhor Site de Rap".
Em 2009, o artista passou a fazer parte do seleto cast do selo virtual norte-americano RCRD LBL, que inclui grandes artistas da música mundial contemporânea. Sua página no site internacional pode ser conferida no endereço renegado.rcrdlbl.com .

#### Seu programa de Rádio
Flávio Renegado traz o melhor da black music e do hip – hop, em duas horas de música com as melhores mixagens, todos os domingos, de 22h às 24h, na rádio 98FM de Belo Horizonte.

#### DVD
Em 2 de junho de 2013 aconteceu no Parque Municipal, em BH a gravação do DVD ao Vivo durante o festival Conexão BH.

#### Rock In Rio 2013
Após sua segunda turnê na Europa, foi escolhido para tocar na edição 2013 do cobiçado Festival Rock In Rio, onde será atração no Palco Sunset, dia 13 de setembro de 2013.

## Principais apresentações

### Natura Musical
Projeto Natura Musical de patrocínio e apoio a musica brasileira, com mais de 100 projetos financiados

### Conexão Vivo
Dezenas de projetos musicais de todo o país fazem parte do Programa Conexão Vivo, que reúne shows, festivais independentes, gravação de CDs e DVDs, ...

### Duelo de MC's
Desde 24 de Agosto de 2007 acontece o Duelo de MCs, que se caracteriza como um encontro da cultura Hip Hop, que é realizado semanalmente, às sextas-feiras, a partir das 21H, no viaduto Santa Tereza, centro de Belo Horizonte. Enquanto encontro cultural independente e autônomo, realizado por um coletivo, incluindo Flávio Renegado, que preza por esses princípios.

## Premiações

### Prêmio Hutúz
Deu o reconhecimento do melhor artista do gênero hip hop na América Latina a Flávio Renegado e seu website
- “Artista Revelação 2008”
- “Melhor Site”

### Honra ao Mérito da Câmara Municipal de Vereadores"
No dia 13 de maio de 2013, Flávio Renegado recebeu o Diploma de Honra ao Mérito no Plenário Amynthas de Barros recebeu das mãos do vereador Arnaldo Godoy por sua contribuição musical à sociedade.

## Discografia
Do Oiapoque a Nova York (São Paulo, 2008)
Produzido por Daniel Ganjaman, já vendeu mais de 7 mil cópias;
Minha Tribo é o Mundo (Rio de Janeiro, 2012)
Produzido por Plínio Profeta, lançado em 29 de outubro de 2012 em Belo Horizonte.
Suave ao Vivo  ( Belo Horizonte, 2013)
Produzido por Liminha, lançado em junho de 2014 em Belo Horizonte.
Relatos de um Conflito Particular ( Belo Horizonte, 2015 )
Produzido por Flávio Renegado em outubro de 2015 em Belo Horizonte.

## Filmografia

### Ponto Org
| Ano  | Título    | Personagem                                                | Gênero | Ficha Técnica                                                                                          | Sinopse | Notas |
| ---- | --------- | --------------------------------------------------------- | ------ | --- | --- | --- |
| 2010 | Ponto ORG | Diamantino, entendedor de tecnologia que desenvolve games | Drama  | Direção: Patrícia Moran Duração: 80 minutos. País: Brasil. Classificação indicativa: 12 anos. Trailer: | Afim de realizar uma pesquisa sobre o olhar de menores infratores e carentes, Diamantino entrega câmeras para 3 crianças. A ocupação do espaço público das metrópoles por estes cidadãos utópicos é um dos eixos temáticos e narrativos. | Apesar de ter sido exibido no Festival de Gramado de 2010 e na 34° Mostra Internacional de Cinema em São Paulo, apenas chegou ao circuito comercial dois anos depois, em 21 de setembro de 2012. |

## Videografia
| Ano  | Detalhes do Videoclipe | Música e Álbum                                          | Observações |
| ---- | --- | ------------------------------------------------------- | --- |
| 2009 | Direção: Erich Baptista | Santo Errado / Do Oiapoque a Nova York                  | Vídeo gravado em Contagem, região da Grande Belo Horizonte                                                                                                  |
| 2011 | Renegado ft. Alayo & Cubanito Selo: A Rebeldia Direção: PH Monteiro (P.drão) e Anderson Guerra                                                                                                  | Conexão Alto Vera Cruz/Havana - Do Oiapoque a Nova York | Clipe gravado nas cidades de Havana (Cuba) e Belo Horizonte (Brasil)                                                                                        |
| 2011 | Diretor: Pedro Branco e Pablo Gomide Fotografia: Marko Costa, Edição: Guilherme Reco , Figurino e Maquiagem: Marcela Faria, Iluminação e estúdio: Quanta Produção: Tomás Dias e Março Produções | Suave / Minha Tribo é o Mundo                           | vídeo lembra o estilo de Snoop Dogg. O fundo neutro e a troca de imagens de Flavio cantando, garotas dançando e um DJ tocando dão um tom dinâmico ao vídeo. |

### Comercial para TV
- 2011 - Drogaria Araujo [12]

## Turnês

### Do Oiapoque a Nova York

#### Nacional
Abrangeu diversas cidades do interior de Minas Gerais, São Paulo, Rio de Janeiro e Mato Grosso, também apresentando oficinas sobre a linguagem hip hop, além de capitais como Salvador, Aracaju, João Pessoa e Recife.

#### Internacional
Tocou em países como Cuba, França, Inglaterra, Espanha, Austrália e Venezuela.